# بحران مصر (۲۰۱۴–۲۰۱۱)
بحران مصر، دوره ای بود که با انقلاب ۲۰۱۱ مصر آغاز شد و با روی کار آمدن رژیم ضدانقلابی، به ریاست عبدالفتاح سیسی در سال ۲۰۱۴ به پایان رسید. این سه سال، دارای ناآرامی‌های سیاسی و اجتماعی پرآشوب بود که با اعتراضات توده‌ای، یک رشته انتخابات مردمی، درگیری‌های مرگبار و تقویت نظامی شناخته شد. این رویدادها تأثیری ماندگار بر روند کنونی کشور، نظام سیاسی و جامعه آن داشته‌است.
در سال ۲۰۱۱، صدها هزار مصری در یک جنبش اعتراضی توده‌ای که از نظر ایدئولوژیکی و اجتماعی متنوع بود، به خیابان‌ها آمدند تا در نهایت حسنی مبارک، رئیس‌جمهور دیرینه مصر را سرنگون کردند. پس از آن یک بحران سیاسی طولانی ایجاد شد و شورای عالی نیروهای مسلح مصر، کنترل کشور را به دست گرفت تا در نهایت در انتخابات ریاست‌جمهوری ۲۰۱۲، محمد مرسی، رهبر سابق اخوان‌المسلمین، به عنوان نخستین رئیس‌جمهور منتخب دموکراتیک مصر به قدرت رسید. با این حال، اختلافات مداوم بین اخوان‌المسلمین و سکولارها به اعتراضات ضددولتی انجامید و در نهایت با کودتای ۳ ژوئیه ۲۰۱۳ علیه مرسی، به رهبری ژنرال عبدالفتاح سیسی، فرمانده کل ارتش، به اوج خود رسید. این اقدام نظامی باعث تعمیق شکاف سیاسی شد و به سرکوب توسط نیروهای امنیتی انجامید که منجر به کشته‌شدن بیش از هزار نفر از حامیان مرسی شد. در سال ۲۰۱۴، عبدالفتاح سیسی، در نهایت با پیروزی قاطع در انتخابات ریاست جمهوری پیروز شد و ناظران بین‌المللی از آن به عنوان یک انتخابات فاقد استانداردهای دموکراتیک انتقاد کردند.
در این سال‌های آشفتگی سیاسی، اقتدار دولت مورد تهدید قرار گرفته بود، اما هرگز فرونپاشید. خواسته‌های معترضان از جمله نان، آزادی، عزّت و دموکراسی برآورده نشد. ارتش، بیشتر بر سیاست مصر تمرکز کرد و سرکوب حداکثری اقدامات انقلابی در رژیم سیسی انجام شد.

## برای مطالعهٔ بیشتر
- علی, هاجر (2022). "مصر پس از بهار عربی: میراث بدون پیشرفت". www.giga-hamburg.de. موسسه آلمانی مطالعات جهانی و منطقه ای. ISSN 1862-3611.